# Paul Du Bois

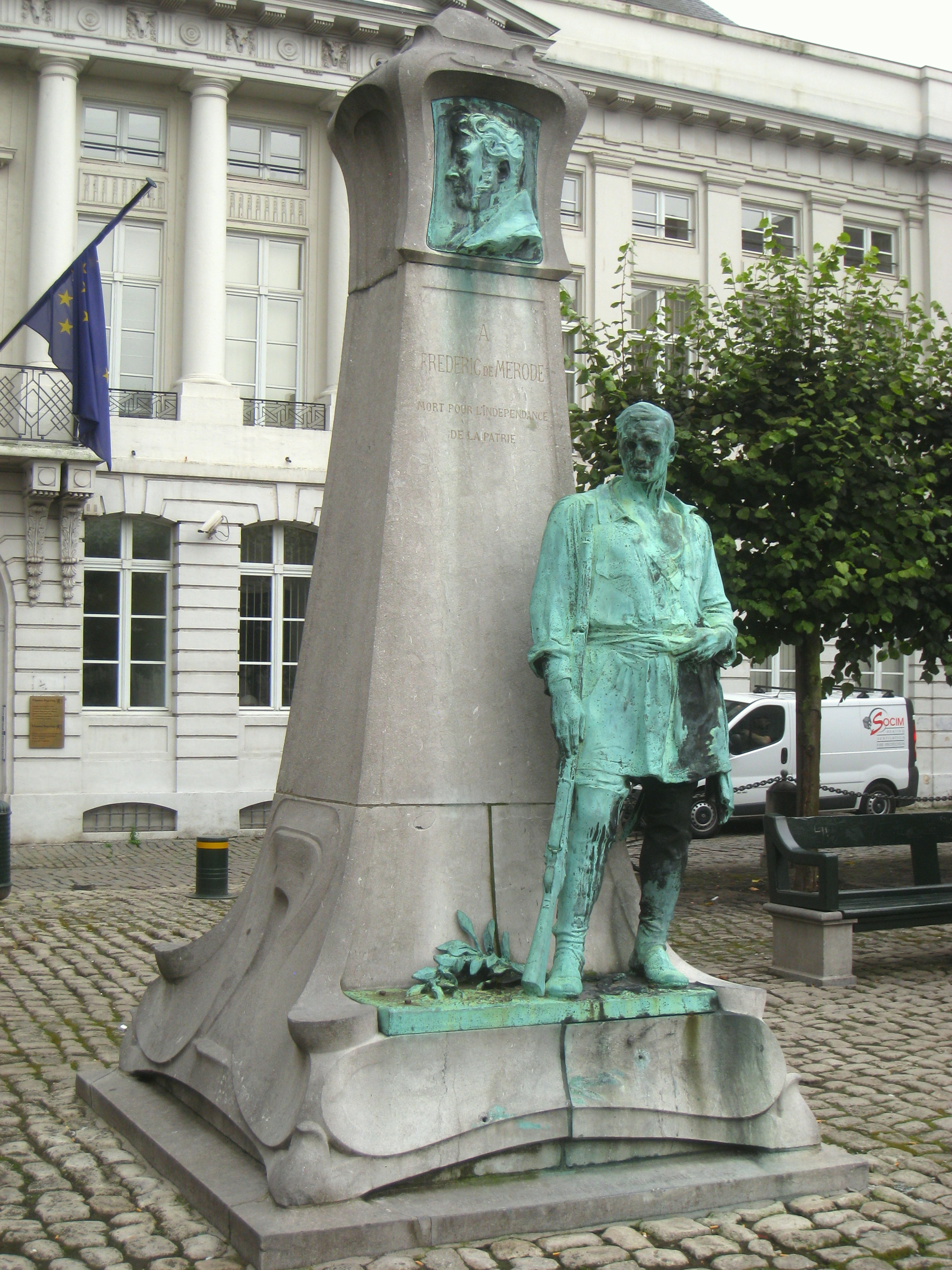
Mérode-Denkmal in Brüssel

Paul Maurice Joseph Du Bois (auch Dubois; * 21. September 1859 in Aywaille; † 12. August 1938 in Uccle) war ein belgischer Bildhauer und Medailleur.

## Leben
Paul Du Bois studierte von 1877 bis 1883 an der Académie royale des Beaux-Arts de Bruxelles bei Louis-Eugène Simonis und Charles van der Stappen. Im Jahr 1884 gewann er den Prix Godecharle.
Er war Gründungsmitglied der Brüsseler Société des Vingt, die gegen Ende des 19. Jahrhunderts neue Kunst förderte, sowie der Gruppe Libre Esthétique.
Paul Du Bois unterrichtete an den Kunstakademien von Mons (1900–1929) und Brüssel (1901–1929). 1932 wurde er zum korrespondierenden Mitglied der Académie royale des Sciences, des Lettres et des Beaux-Arts de Belgique gewählt.
Er war mit einer Schwägerin Henry van de Veldes verheiratet.

## Werke (Auswahl)
Paul Du Bois’ Œuvre umfasst neben kleinen Skulpturen, Medaillen und Schmuck auch öffentliche Monumente sowie Grabmäler. Im Einzelnen:
- In Brüssel:
  - Statue von Graf Frédéric de Mérode
  - Denkmal zu Ehren von Edith Cavell und Marie Depage, eingeweiht am 15. Juli 1920
  - Les Quatre Éléments (deutsch ‚Die vier Elemente‘), 1896–1899, im Park des Botanischen Gartens,
  - mehrere Skulpturen am Hôtel de ville von Saint-Gilles,
  - Gedenkmedaille des Brüsseler Justizpalastes, 23. Dezember 1894.
- In Lüttich:
  - Statue von Walthère Frère-Orban, Boulevard d’Avroy.
- Diverse Monumente auf den Plätzen und Friedhöfen sowie in den Museen von Ixelles, Uccle, Tournai, Mons, Frameries, Huy und Lüttich.

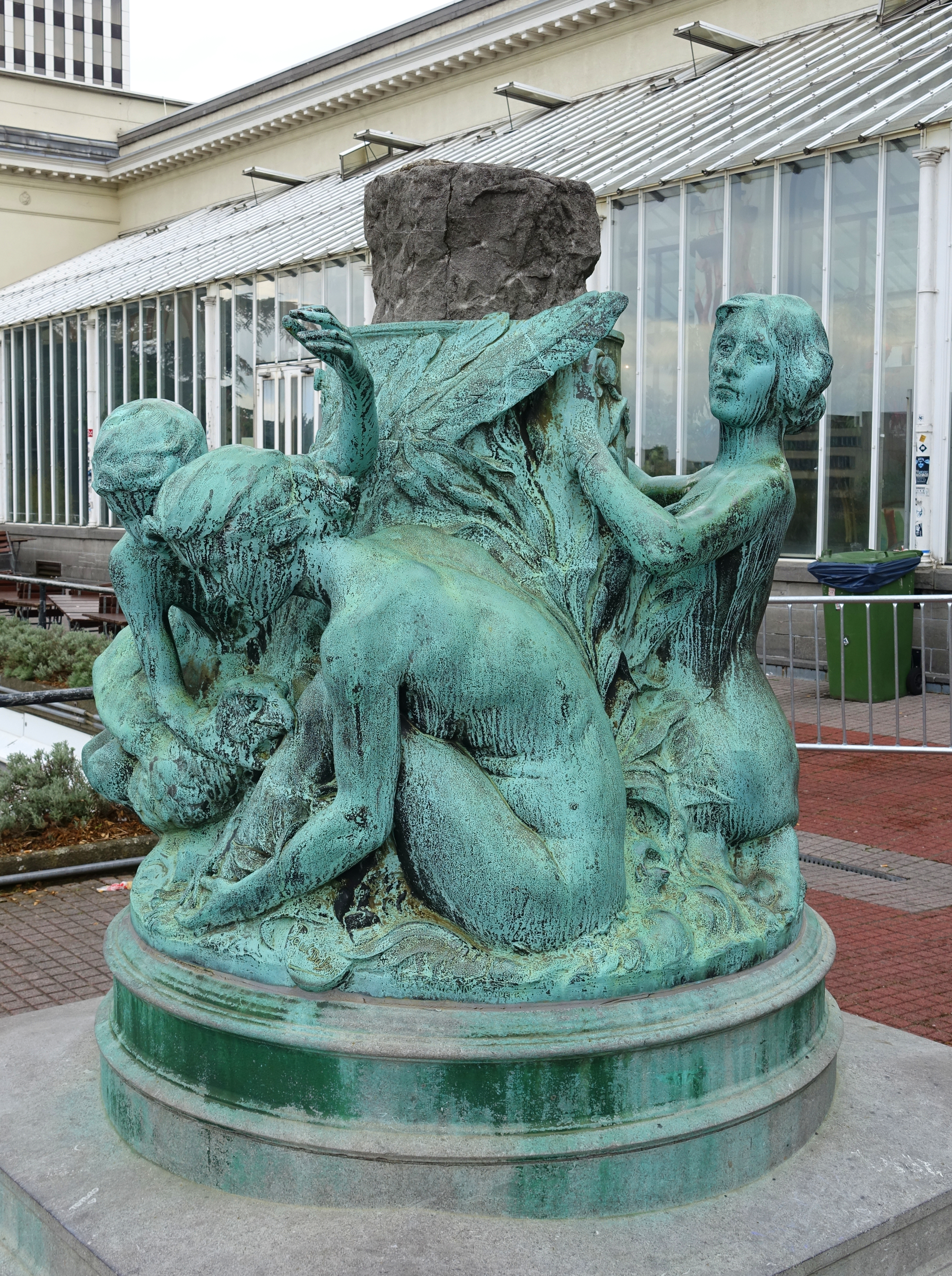
Die vier Elemente
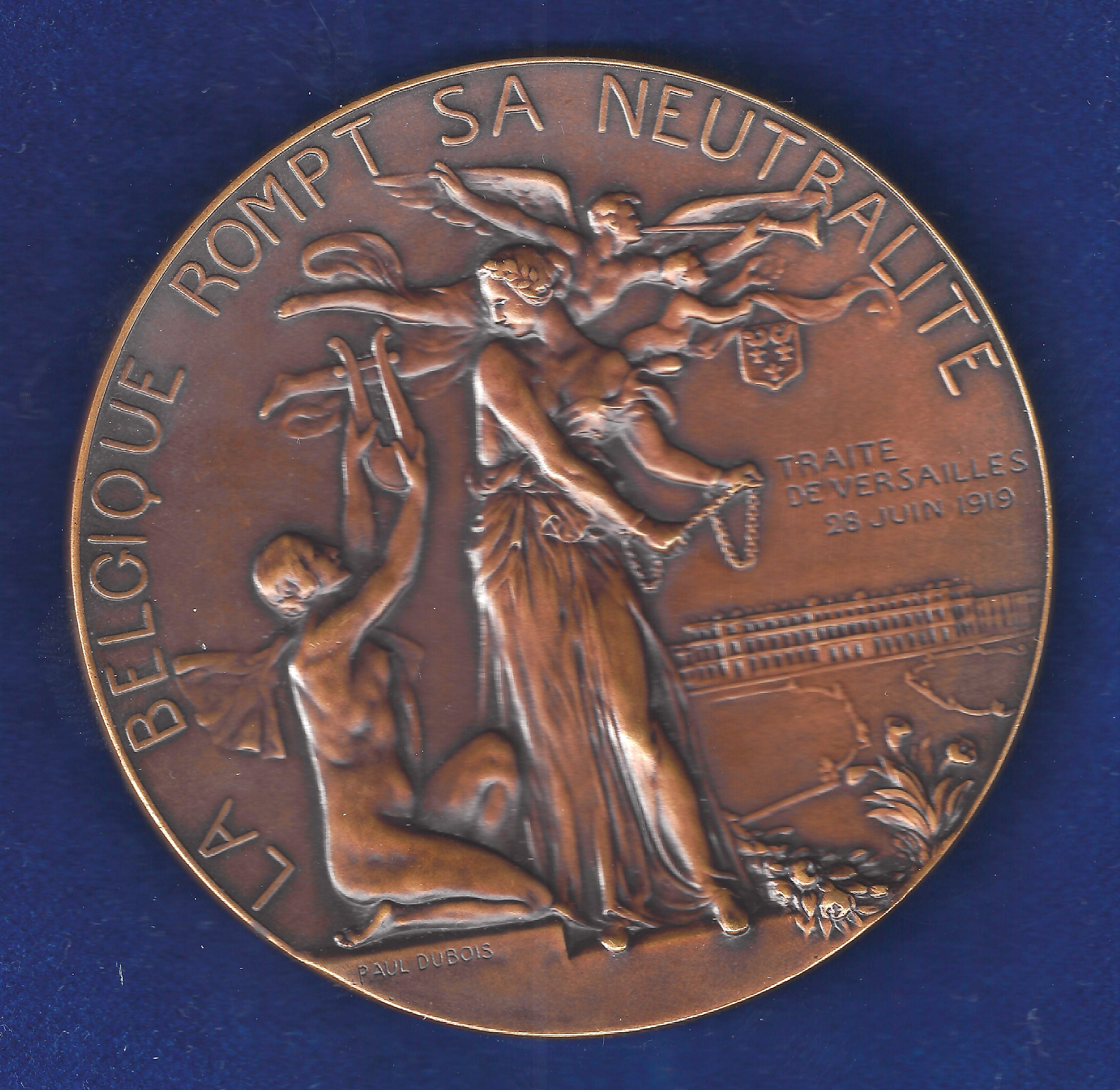
1919: Medaille von Du Bois auf die Rheinlandbesetzung nach dem Frieden von Versailles, Avers
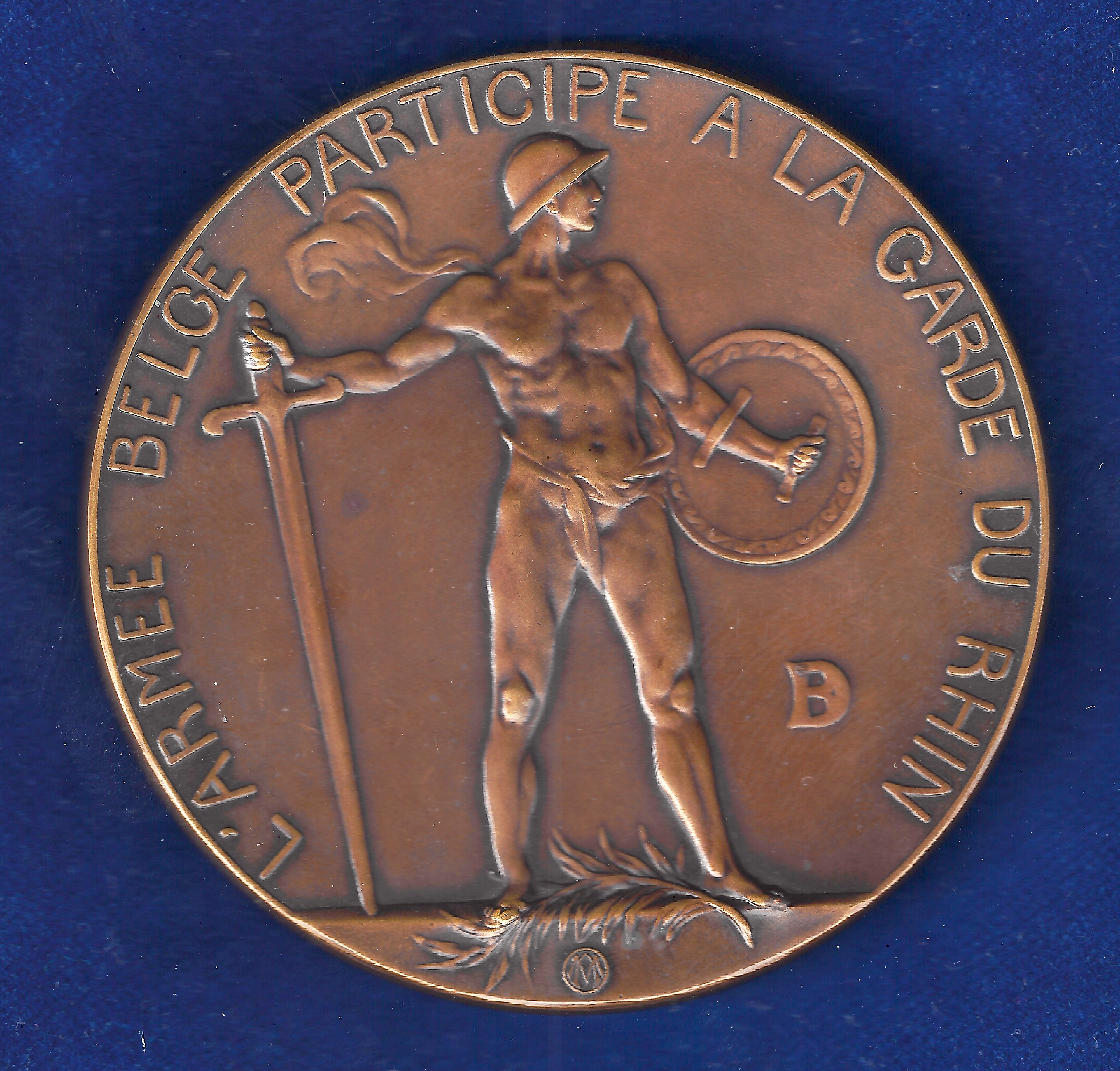
Der Revers dieser Medaille zeigt einen nach Osten gewandten belgischen Soldaten